# Цимбалюк, Инна Анатольевна
Инна Анатольевна Цимбалюк (род. 11 июня 1985, Черновцы, Украинская ССР, СССР) — украинская фотомодель, телеведущая и актриса
. Приобрела известность, выиграв конкурс «Мисс Украина-Вселенная-2006».

## Биография

### Детство и юность
Родилась 11 июня 1985 года в городе Черновцы, в семье среднего достатка. Её отец Анатолий Цимбалюк «руководил туризмом в Черновицкой области», мать Лариса Цимбалюк работала учительницей в школе: сначала как преподаватель физики, затем — учительницей младших классов. Инна была долгожданным ребёнком в семье Анатолия и Ларисы Цимбалюк. Она появилась спустя 10 лет после свадьбы родителей.
В пять лет родители отдали девочку на занятия художественной гимнастикой. По признанию Инны, тренер, увидевшая пухленькую маленькую девочку, засомневалась в её способностях, но тем не менее позволила приступить к занятиям. Спустя время Инна сбросила вес, быстро вытянулась и стала одной из самых высоких в группе. Позже девушка получила спортивное звание кандидата в мастера спорта, мечтала о карьере тренера художественной гимнастики, но была вынуждена бросить спорт из-за травм.
В 13 лет состоялась первая фотосессия. Позже девушка с иронией вспоминала, что первое в её жизни портфолио сделал обычный киевский журналист, которого по недоразумению приняли за профессионального фотографа. Тем не менее именно с этой фотосессией девушка связывает начало своего восхождения по карьерной лестнице. После съёмок Инна вернулась в Черновцы и приняла участие в конкурсе «Мисс Западная Украина-1998», где и получила свою первую награду — приз зрительских симпатий.
С 1998 по 2005 годы она принимала участие в восьми различных конкурсах красоты, завоевав на каждом титул «Мисс зрительских симпатий». В 2001 году победила в региональном конкурсе красоты «Панна Западная Украина-2001», годом позже выиграла титул «Королева Киева-2003». Однако настоящая слава к ней как к модели пришла лишь в 2006 году с победой на конкурсе «Мисс Украина-Вселенная».

### Мисс Украина-Вселенная
В 2006 году завоевала престижный титул «Мисс Украина-Вселенная» и отправилась в Лос-Анджелес бороться за звание Мисс Вселенная. Инне не удалось занять первое место, но впервые за многолетнюю историю самого престижного конкурса красоты представительница Украины, 21-летняя студентка Киевского национального университета культуры и искусств, вошла в 20-ку финалисток и стала одной из самых красивых девушек во Вселенной.

### Телевидение, кинематограф, театр
В сентябре 2008 года впервые попробовала себя в роли телеведущей проекта «Танцую для тебе» на украинском телеканале 1+1. До этого у девушки уже был опыт работы телеведущей: на первом курсе университета она вела развлекательную телепередачу на местном канале в Черновцах, позже стала соведущей Савика Шустера в проекте «Третий тайм», посвященной событиям на Чемпионате Мира по футболу. Также работала на ICTV в программе «Зірковий патруль», вела «Погоду» на телеканале «Интер».
После успешного дебюта «Танцюю для тебе» руководство канала 1+1 пригласило вести продолжение танцевального шоу: «Танцюю для тебе-2» и «Танцюю для тебе-3». В июне 2009 года Инна стала постоянной ведущей программы «Погода» на 1+1.
В 2007 году начала свою актёрскую карьеру со съёмок в сериале «Сердцу не прикажешь». Позже она появилась ещё в нескольких эпизодических и главных ролях.
С 2009 года работает в Новом драматическом театре на Печерске. Её роль Лизы в спектакле «Salida Cruzada — 8 шагов танго».
В 2010 году её пригласили стать партнёршей звезды российской эстрады Александра Буйнова в проекте канала «1+1» «Звезда+Звезда». После окончания проекта девушка вернулась к обычной работе ведущей на «1+1» и Первом национальном и к съёмкам в сериалах.
в 2012 году стала ведущей проекта «Королевы бала» вместе с Тео Деканом и Евгением Калкатовым.

## Семья и личная жизнь
Цимбалюк не афиширует свою личную жизнь, в том числе она не разглашает имя своего любимого человека, с которым живёт уже около четырёх лет. Согласно словам Инны, её избранник — не публичная персона, но человек известный в сфере своей деятельности (юриспруденция). «Он заслуживает того, чтобы про него говорили как про профессионала. Ему не нужен статус публичной персоны. И это одна из причин, почему на светских мероприятиях мы не появляемся вместе», — сообщила Инна в одном из интервью. Увлекается йогой.
В июне 2015 Инна родила дочку.Муж Игорь Пестриков теневой бизнесмен.

## Фильмография
| Год  |   | Название             | Роль      |
| ---- | - | -------------------- | --------- |
| 2007 | ф | Сердцу не прикажешь  | Мария     |
| 2007 | ф | Отчим                | Вика      |
| 2007 | ф | Безумный ноябрь      | ведущая   |
| 2008 | ф | Ван Гог не виноват   | секретарь |
| 2008 | ф | Семь дней до свадьбы | Вилена    |
| 2008 | ф | Родные люди          | Светлана  |
| 2008 | ф | Новогодняя семейка   | Мария     |
| 2009 | ф | Гувернантка          | Илона     |
| 2010 | ф | Если бы я тебя любил | Тома      |
| 2010 | ф | Только любовь        | Иванна    |